# Mătenița, Plovdiv
Mătenița (în bulgară Мътеница) este un sat în comuna Hisarea, regiunea Plovdiv,  Bulgaria. 

## Demografie
Componența etnică a satului Mătenița
     Bulgari (94,84%)
     Nicio identificare (5,15%)
     Altele (0%)
La recensământul din 2011, populația satului Mătenița era de 97 locuitori. Din punct de vedere etnic, majoritatea locuitorilor (94,84%) erau bulgari. Pentru 5,15% din locuitori nu este cunoscută apartenența etnică.